# ده‌نو (ارزوئیه)
ده‌نو روستایی در دهستان دهسرد بخش مرکزی شهرستان ارزوئیه استان کرمان ایران است.

## جمعیت
بر پایه سرشماری عمومی نفوس و مسکن در سال ۱۳۹۵ جمعیت این روستا ۱۱۷ نفر (۲۸خانوار) بوده‌است.